# Vlaai

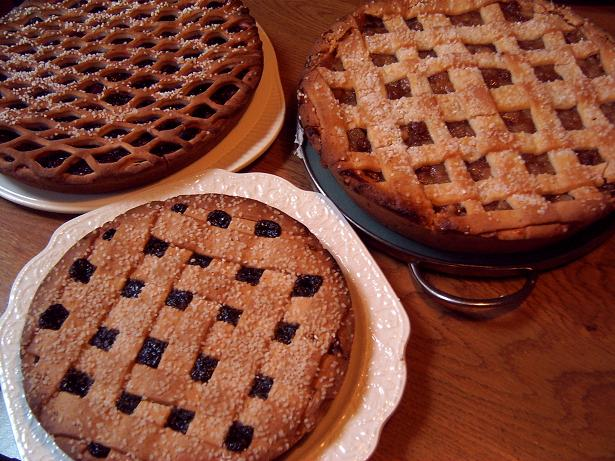
Rastervlaai, hecho con harina de lenteja.

El vlaai es una tarta o pastel hecho de masa y relleno. Originalmente el vlaai es de Limburgo, y una compañía llamada Multivlaai, que está localizada en Weert (Limburgo), fabrica el vlaai. Es un producto típico de las regiones sureñas de los Países Bajos, pero actualmente se encuentra disponible en todo el país y en las regiones fronterizas de Bélgica y Alemania. Existen muchas variedades diferentes de rellenos de fruta (cereza, melocotón, ciruela, uva espina, manzana con pasas), una mezcla de mantequilla desmenuzada y azúcar (kruimelvlaai) y unas gachas de arroz cocido y natilla (rijstevlaai).